# Lock Up (gruppo musicale britannico)
I Lock Up sono un gruppo grindcore/death metal formato da celebrità della scena metal mondiale, creato da Shane Embury dei Napalm Death. Ne fanno parte componenti ed ex-componenti di gruppi come Napalm Death, Cradle of Filth, Hypocrisy, Terrorizer, Dimmu Borgir, Disfear, The Great Deceiver, At the Gates, Skitsystem e Nightrage.

## Formazione

### Formazione attuale
- Shane Embury - basso (1998-presente)
- Nicholas Barker - batteria (1998-presente)
- Anton Reisenegger - chitarra (2009-presente)
- Kevin Sharp - voce (2014-presente)

### Ex componenti
- Peter Tägtgren - voce (1998-2002)
- Jesse Pintado - chitarra (1998-2006)
- Tomas Lindberg - voce (2002-2014)

### Turnisti
- Barry Savage - chitarra (2002)
- Dan Lilker - basso  (2012-presente)

## Discografia[1]

### Album in studio
- 1999 - Pleasures Pave Sewers
- 2002 - Hate Breeds Suffering
- 2011 - Necropolis Transparent
- 2017 - Demonization

### Live album
- 2005 - Play Fast Or Die - Live in Japan